# Karl Cäsar von Leonhard
Karl Cäsar von Leonhard (Rumpenheim, 12 de setembro de 1779 — Heidelberg, 23 de janeiro de 1862) foi um mineralogista e geólogo alemão. O seu filho, Gustav von Leonhard, foi também mineralogista. Foi pioneiro no estudo dos solos de origem glacial, tendo criado o termo loess.

## Biografia
A partir de 1797 estudou nas universidades de Marburg e Göttingen, onde Johann Friedrich Blumenbach foi uma importante influência para a sua carreira. Coleccionou numerosos espécimes mineralógicos em excursões científicas na Saxónia e na Turíngia, a que juntou exemplares recolhidos nas suas viagens pelos Alpes austríacos (incluindo o Salzkammergut). Durante as suas viagens, conheceu Friedrich Mohs e Karl von Moll. Em 1818, com a ajuda do Ministro de Estado do Grão-Ducado de Baden, Sigismund von Reitzenstein, foi nomeado professor de mineralogia na Universidade de Heidelberg.
Em 1807 fundou a popular revista de mineralogia Taschenbuch für die gesammte Mineralogie (Livro de bolso de mineralogia geral), que depois de 1830 a publicação passou a ser conhecida como Neues Jahrbuch für Mineralogie, Geologie and Paläontologie (Novo Anuário de Mineralogia, Geologia e Paleontologia), passando a ser editada com a colaboração de Heinrich Georg Bronn).
Foi membro fundador da Wetterauischen Gesellschaft (a Sociedade de Wetterau, em Wetterau). Durante a sua carreira, manteve correspondência sobre assuntos mineralógicos com Leopold von Buch, Johann Wolfgang von Goethe, Abraham Gottlob Werner e Johann Karl Wilhelm Voigt.
Em 1824, introduziu o termo loess na ciência geológica, sendo atualmente reconhecido como um dos principais pioneiros do estudo dos solos de loess.
O termo leonhardite leva o seu nome, sendo definido como uma laumontite opaca, parcialmente desidratada.

## Obras
Entre muitas outras, é autor das seguintes obras:
- Systematisch-tabellarische Uebersicht und Charakteristik der Mineralkörper, 1806 (com Johann Heinrich Kopp e Karl Friedrich Merz) – resumo tabular sistemático e características do corpo mineral.
- Bedeutung und Stand der Mineralogie, 1816 – importância e estado da mineralogia..
- Mineralogisch-chemische Untersuchungen des Triphan's und Tantalit's, 1818 – estudos mineralógico-químicos do trifano e da tantalite.
- Handbuch der oryktognosie, 1821 – manual de orictognosia (= mineralogia).
- Charakteristik der Felsarten, 1824 – um catálogo de materiais de base.[9]
- Die Basalt-Gebilde in ihren Beziehungen zu normalen und abnormen Felsmassen, 1832 – as formações basálticas na sua relação com as massas rochosas normais e anómalas.
- Naturgeschichte des mineralreichs (2 volumes, 1833) – história natural do reino mineral.
- Lehrbuch der geognosie und geologie, 1835 – manual de geognosia e geologia.
- Geologie, oder Naturgeschichte der Erde (5 volumes, 1836) – geologia e história natural da Terra.
- Agenda geognostica; Hülfsbuch für reisende Gebirgsforscher und Leitfaden zu Vorträgen über angewandte Geognosie, 1838 - agenda geognóstica; livro auxiliar (hülfsbuch) para investigadores de montanha e um guia para palestras sobre geologia aplicada.